# 롤란 묄레르
롤란 그레이센 묄레르(덴마크어: Roland Greisen Møller, 1972년 4월 1일 ~ )는 덴마크의 배우이다.
오덴세에서 일어난 범죄 행위로 징역 4년 6개월 동안에 감옥에 수감되어 있다가 가석방된 경력을 갖고 있다. 1992년에 연극 배우로 데뷔했다. 그의 대표 작품으로는 영화 《랜드 오브 마인》(2015년)이 있다.

## 출연작 목록

### 영화
| 연도 | 제목                   | 원제                    | 배역                      | 비고 |
| ---- | ---------------------- | ----------------------- | ------------------------- | ---- |
| 2012 | 하이재킹               | A Hijacking             | 얀 쇠렌센                 |      |
| 2013 | 더 킹 오브 엠파이어    | Skammerens Datter       | 하네스                    |      |
| 2015 | 랜드 오브 마인         | Land of Mine            | 카를 레오폴 라스무센 병장 |      |
| 2017 | 다크랜드               | Darkland                | 클라우스                  |      |
| 2017 | 아토믹 블론드          | Atomic Blonde           |                           |      |
| 2017 | 커뮤터                 | The Commuter            | 잭슨                      |      |
| 2017 | 빠삐용                 | Papillon                | 셀리어                    |      |
| 2018 | 스카이스크래퍼         | Skyscraper              | 코레스 보타               |      |
| 2018 | 블루버드 인 마이 하트  | A BLUEBIRD IN MY HEART  |                           |      |
| 2019 | 토르: 오리지날 전설    | Valhalla                | 토르                      |      |
| 2020 | 라이더스 오브 저스티스 | Retfærdighedens ryttere | 쿠르트                    |      |